# غلوريا دافي
غلوريا دافي (بالإنجليزية: Gloria Davy)‏ هي مغنية ومغنية أوبرا أمريكية، ولدت في 29 مارس 1931 في بروكلين في الولايات المتحدة، وتوفيت في 28 نوفمبر 2012 في جنيف في سويسرا.

## وصلات خارجية
- غلوريا دافي على موقع IMDb (الإنجليزية)
- غلوريا دافي على موقع مونزينجر (الألمانية)
- غلوريا دافي على موقع ميوزك برينز (الإنجليزية)
- غلوريا دافي على موقع ديسكوغز (الإنجليزية)